# 杜民表
杜民表（1482年—？），字望之，錦衣衛旗籍，浙江嵊縣人，明朝政治人物。

## 生平
正德十一年（1516年）順天府鄉試第七十七名舉人。正德十二年（1517年）中式丁丑科會試第二十三名，登第三甲第九十九名進士。工部观政，授江西铅山县知县，嘉靖二年（1523年）以知縣選雲南道監察御史。嘉靖三年（1524年），參與左順門哭諫。五年巡按山西宣大，次年革职閑住。

## 家族
曾祖杜敏；祖父杜真，贈知縣；父杜傑，曾任知州。母包氏（封孺人）。严侍下。兄杜民章（義官）。